# 李培山
李培山（1949年—），云南昆明人，汉族，中华人民共和国政治人物、第十一届全国人民代表大会云南地区代表。
毕业于中央党校经济管理专业，是中共党员。担任云南省昆明市人大常委会主任。2008年起担任全国人大代表。